# Суляев, Роман Матвеевич
Роман Матвеевич Суляев (1926—1992) — советский физик, лауреат Ленинской премии (1970).

## Биография
Член КПСС с 1959 г.
Окончил Рязанский железнодорожный техникум (1946), Московский физико-технический институт (1951) и его аспирантуру (1955), в 1956 г. защитил кандидатскую диссертацию на тему «Изучение взаимодействия отрицательных π-мезонов при энергии 330 МЭВ с водородом и гелием с помощью диффузионной камеры».
В 1952—1963 гг. научный сотрудник, начальник сектора, руководитель группы лаборатории ядерных проблем ОИЯИ (Дубна), Института ядерных проблем АН СССР.
С 1963 г.- зам. директора Института физики высоких энергий (ИФВЭ).
Доктор физико-математических наук (1964). Диссертация:
- Изучение захвата мюонов гелием-3 и симметрия мюон-электрон в слабом взаимодействии [Текст] : Дис. на соискание учен. степени доктора физ.-мат. наук / Р. М. Суляев. — Дубна : [б. и.], 1964. — 147 с. : ил.; 24 см. — (Издания/ Объедин. ин-т ядерных исследований.1661. Лаборатория ядерных проблем).

## Награды и звания
- Доктор физико-математических наук (1964).
- Профессор (1967).
- Лауреат Ленинской премии (1970) — за разработку и ввод в действие протонного синхротрона ИФВЭ на энергию 70 ГэВ.

## Научные труды
- Исследование взаимодействия мюонов высокой энергии с нуклонами и ядрами [Текст]: (Предложение эксперимента) / П. Ф. Ермолов, Р. М. Суляев. — Серпухов : [б. и.], 1970. — 21 с. : ил.; 25 см.
- Параметр Мишеля в н→е= распаде [Текст] / Д. Б. Понтекорво, Р. М. Суляев. — Дубна : [б. и.], 1964. — 9 с. : ил.; 22 см. — (Издания/ Объедин. ин-т ядерных исследований. Лаборатория ядерных проблем; Р-1778).
- О характере корреляций между средним числом нейтральных и числом заряженных частиц в процессах множественного образования частиц при аннигиляции и соударениях [Текст] / Ю. И. Арестов, Р. М. Суляев. — [Серпухов] : [ИФВЭ], [1974]. — 10 с. : граф.; 25 см.
- Полуавтоматический компаратор для обработки стереофотографий [Текст] / А. Т. Василенко, М. М. Кулюкин, Р. М. Суляев. — Дубна : [б. и.], 1959. — 18 с., 1 л. ил. : ил.; 29 см. — (Издания/ Объедин. ин-т ядерных исследований. Лаборатория ядерных проблем; Р-361).
- Влияние ультразвука на работу пузырьковой и диффузионной камер [Текст] / В. К. Ляпидевский, Р. М. Суляев, И. В. Фаломкин. — Дубна : [б. и.], 1962. — 12 с. : ил.; 29 см. — (Издания/ Объедин. ин-т ядерных исследований. Лаборатория ядерных проблем; 884).
- Образование протонов с большими Pt в pp- и pn-соударениях и модель дикварков / Р. М. Суляев. — Серпухов : ИФВЭ, 1989. — 8,[1] с. : ил.; 22 см.
- Образование адронов с большими поперечными импульсами в адрон-ядерных соударениях / Р. М. Суляев. — Серпухов : ИФВЭ, 1988. — 24 с. : ил.; 22 см. — (Препр. Ин-т физики высок. энергий; ИФВЭ ОЭФ 88-100).